# Bella, bionda... e dice sempre sì
Bella, bionda... e dice sempre sì (The Marrying Man) è un film del 1991 diretto da Jerry Rees.

## Trama
Charley Pearl, erede della fortuna di un impero di dentifricio, è un playboy nullafacente, che trascorre il suo tempo dedicandosi a hobby come motoscafi e auto veloci. È fidanzato con Adele, ragazza sboccata e irascibile, figlia di Lew Horner, un magnate degli Studios di Hollywood. Il padre di Adele è preoccupato dal fatto che Charley sembri non avere ambizioni né il bisogno di realizzarsi.
I suoi quattro migliori amici accompagnano Charley in un viaggio a Las Vegas per una scappatella da scapolo. Charley è disposto a pagare la vacanza a Phil, Sammy, Tony e George, ma non vede l'ora di tornare a casa dalla fidanzata. I cinque fanno una breve sosta per un drink in una discoteca dove Vicki Anderson, una cantante glamour, sconvolge i pensieri di Charley sulla felicità coniugale. Cerca di incontrare Vicki dopo la sua esibizione, ma viene avvisato che la ragazza è già impegnata. Vicki non è insensibile al fascino di Charley e gli confida che lascerà una finestra aperta a casa sua. Charley ne approfitta e i due finiscono a letto, ma vengono sorpresi dall'amante di lei, il famigerato gangster Bugsy Siegel.
Bugsy (che in realtà vuole sbarazzarsi di Vicki) escogita un piano in cui accompagnerà Vicki e Charley da un giudice di pace e li farà sposare. Charley riporta Vicki in California e si offre di pagare le sue spese, ma Vicki se ne va. Nel frattempo, la foto del loro matrimonio viene pubblicata sulla prima pagina del giornale del mattino, mentre l'annuncio di fidanzamento di Charley con la figlia di Lew Horner compare in una pagina successiva. Charley si scusa e dichiara che vuole ancora sposare Adele. È costretto ad annullare il matrimonio con Vicki e si impegna a pagare una somma considerevole in beneficenza se dovesse osare di nuovo deludere la figlia di Horner.
Successivamente Charley incontra di nuovo Vicki e non riesce a trattenersi. Charley si risposa con Vicki, mollando di nuovo la fidanzata. Lew Horner in un primo momento vuole uccidere Charley, ma poi invia un paio di delinquenti per picchiarlo e gettarlo in una piscina. Anche Vicki è felice di tornare a casa con un'offerta che potrebbe far progredire la sua carriera, ma il padre di Charley muore, rendendo necessaria la presenza di Charley a Boston per gestire gli affari di famiglia.
Vicki è costretta a mettere da parte la propria carriera e trascorre due anni a Boston, mal sopportando l'alta società e presenziando a noiose feste. Non vede l'ora di tornare in California e dedicarsi di nuovo alla sua carriera, per questo Charley e Vicki divorziano ancora una volta. Charley e i suoi amici seguono Vicki in una discoteca dove frequenta un'altra figura losca. Dopo una rissa violenta ed un inseguimento in auto, Charley sposa Vicki per la terza volta. Come gesto d'amore, Charley investe milioni di dollari in uno studio cinematografico per promuovere la carriera artistica di sua moglie. Ma mentre le carriere dei suoi amici decollano, Charley e Vicki (che intanto mettono su famiglia), si trovano in difficoltà economiche. Charley incolpa Vicki che si allontana di nuovo dal marito.
Divorziato e depresso, Charley viene trovato dai suoi amici qualche tempo dopo in un locale notturno, dove dice loro che è recentemente entrato in un nuovo promettente business: i computer. Guarda sognante il palco in cui Vicki sta recitando. Charley mostra ai suoi amici un anello di fidanzamento con diamante che ha portato con sé. Vicki lo fa scivolare sul dito...

## Premi e riconoscimenti
- Nomination ai Razzie Awards 1991: Peggior attrice protagonista (Kim Basinger)